# Шарло в Испании
«Шарло в Испании» (фр. Les Charlots font l'Espagne) — французско-испанский фильм режиссёра Жана Жиро, снятый в 1972 году.

## Сюжет
Четверо друзей, работающие в RATP, в этом году планировали поехать в Испанию. Но когда они приезжают с туристами, они узнают, что директор турагентства вместе с кассой уехал на Багамы и не забронировал им номера. После чего они попадают в непрерывные приключения.

## В ролях
| Актёр                      | Роль           |
| -------------------------- | -------------- |
| Жерар Ринальди             | Жерар          |
| Жан Саррюс                 | Жан            |
| Жерар Филипелли            | Фил            |
| Жан-Ги Фешнер              | Жан-Ги         |
| Жак Легра                  | водитель       |
| Дон Хайме де Мора-и-Арагон | директор отеля |
| Беатрис Шателье            | Саблим         |
| Жерар Крос                 | Бубуль         |
| Ив Барсак                  | Роберт Леплат  |
| Жан Жиро                   | житель         |
| Катя Ченко                 | Колетт Леплат  |
| Жан Эскенази               | отдыхающий     |